# Europasaurus
Europasaurus (do latim "lagarto da Europa") foi uma espécie de dinossauro herbívoro e quadrúpede que viveu durante o período Jurássico. Media cerca de 6 metros de comprimento e 2 metros de altura.
A descoberta desta espécie foi feita em Janeiro de 2005 pela equipe de Martin Sander, da Universidade de Bonn, mas a nova espécie só foi oficialmente nomeada em Junho de 2006, quando ganhou uma descrição oficial, publicada na revista científica Nature.

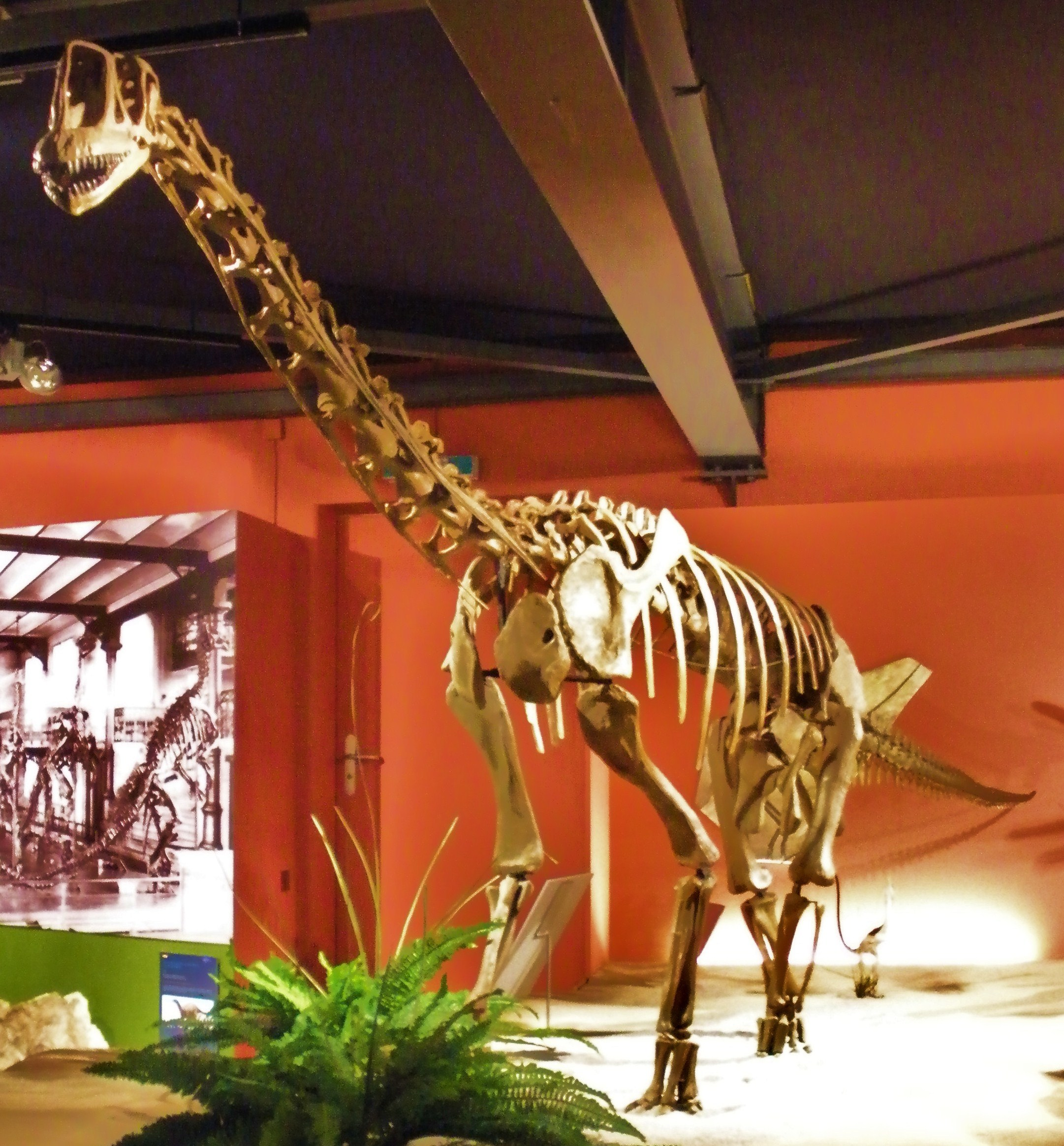
Esqueleto reconstruído do Europasaurus